# Johann Friedrich Lahmeyer
Johann Friedrich Lahmeyer (auch: Johannes Lahmeyer; * 1770/71; † 22. Mai 1850) war ein deutscher Musiklehrer und Organist aus Hannover.

## Leben
Zur Zeit des Kurfürstentums Hannover besuchte Johann Friedrich Lahmeyer die Neustädter Schule in der Calenberger Neustadt bei Hannover. Später wirkte er als Organist an der Aegidienkirche in Hannover. An Pfingsten des Jahres 1800 übernahm er die dritte Stelle eines Lehrers an der Neustädter Schule, an der er die dortigen „Seminaristen“ im Gesang sowie im Klavier- und Orgelspiel unterrichtete.
1827 kam sein Sohn Gustav Lahmeyer zur Welt. 1845 wohnte Lahmeyer in der Bäckerstraße 163 in der Calenberger Neustadt, als sein Sohn Friedrich Ludwig Lahmeyer am 5. Oktober des Jahres geboren wurde.

## Veröffentlichungen
- Handbuch der Harmonielehre oder Anweisung zur Theorie der Musik. Zunächst zum Selbstunterricht für Seminaristen und angehende Orgelspieler bestimmt, von J. F. Lahmeyer. 160 Seiten, Hannover 1823.
- Zwölf Schullieder mit Begleitung des Pianoforte. 1tes Heft / in Musik gesetzt von J. F. Lahmeyer. 24 Seiten, Nagel, Hannover [circa 1825].